# نايجل ميتشيل
نايجل ميتشيل (بالإنجليزية: Nigel Mitchell)‏ هو مقدم تلفزيوني بريطاني، ولد في 19 سبتمبر 1978.

## وصلات خارجية
- نايجل ميتشيل على موقع IMDb (الإنجليزية)